# Иванов, Евгений Леонидович
Евге́ний Леони́дович Ивано́в (7 (20) марта 1916 года, Киев — 3 июля 1998 года) — украинский советский архитектор, член Союза архитекторов Украины с 1951 года.

## Биография
Родился в Киеве, в 1937 году поступил на архитектурный факультет Киевского строительного института, в 1943—1944 годах — в действующей армии, участник Великой Отечественной войны, был награждён медалью «За отвагу».
После демобилизации в 1945 году закончил Киевский инженерно-строительный институт. С 1945 года — архитектор в Киевском Госстройтресте, с 1947 года — в проектном институте Укргипропроект, позднее — в КиевНИИПградостроительства.

## Творчество
Автор зданий клуба ИТР в Лисичанске (в соавторстве с В. П. Фадеичевым, Б. В. Дзбановским, 1951), жилые дома в Запорожье (1949), Донецке (1954), Киеве по Рейтарской улице, 2 (1957), административного здания (в соавторстве с М. М. Сыркиным, И. Бовтиком, 1957) в Луганске, вычислительного центра Института экономики Госплана СРСР (в соавторстве с М. Сыркиным, Е. Ежовой, И. Седаком, 1963), подъёмники в санаториях в Крыму и на Кавказе, станций Киевского метрополитена: «Университет», «Политехнический институт» (все в соавторстве).
- Станция метро «Университет»
- Станция метро «Политехнический институт»